# Ischnomelissa rasmusseni
Ischnomelissa rasmusseni là một loài Hymenoptera trong họ Halictidae. Loài này được Engel & Brooks mô tả khoa học năm 2002.